# Адалвард
Адалвард (на немски: Adalward; † 27 октомври 933) е епископ на Ферден (от 909/910 или 913 до 933).

## Управление
Адалвард става епископ през 909 или 910 г. Той е особено почитан от крал Хайнрих I и често е в неговия двор. Според Адам фон Бремен той е много верен на краля.
Адалвард е мисионер при Вендите. Чрез него неговият роднина и ученик Адалдаг отива в кралския двор и става по-късно архиепископ на Хамбург-Бремен.
След смъртта му епископ на Ферден става Амелунг.